# عوض الناشري
عوض حيدر الناشري مواليد 15 مارس 2002، هو لاعب كرة قدم سعودي يلعب حالياً لنادي الاتحاد كلاعب وسط.

## روابط خارجية
- عوض الناشري على موقع إي إس بي إن إف سي (الإنجليزية)
- عوض الناشري على موقع قاعدة بيانات كرة القدم.إي يو (الإنجليزية)
- عوض الناشري على موقع ناشيونال فوتبول تيمز (الإنجليزية)
- عوض الناشري على موقع Soccerway.com (الإنجليزية)
- عوض الناشري على موقع عالم كرة القدم.نت (الإنجليزية)